# 麥爾·舍赫奈爾·馬克·多姆奈爾

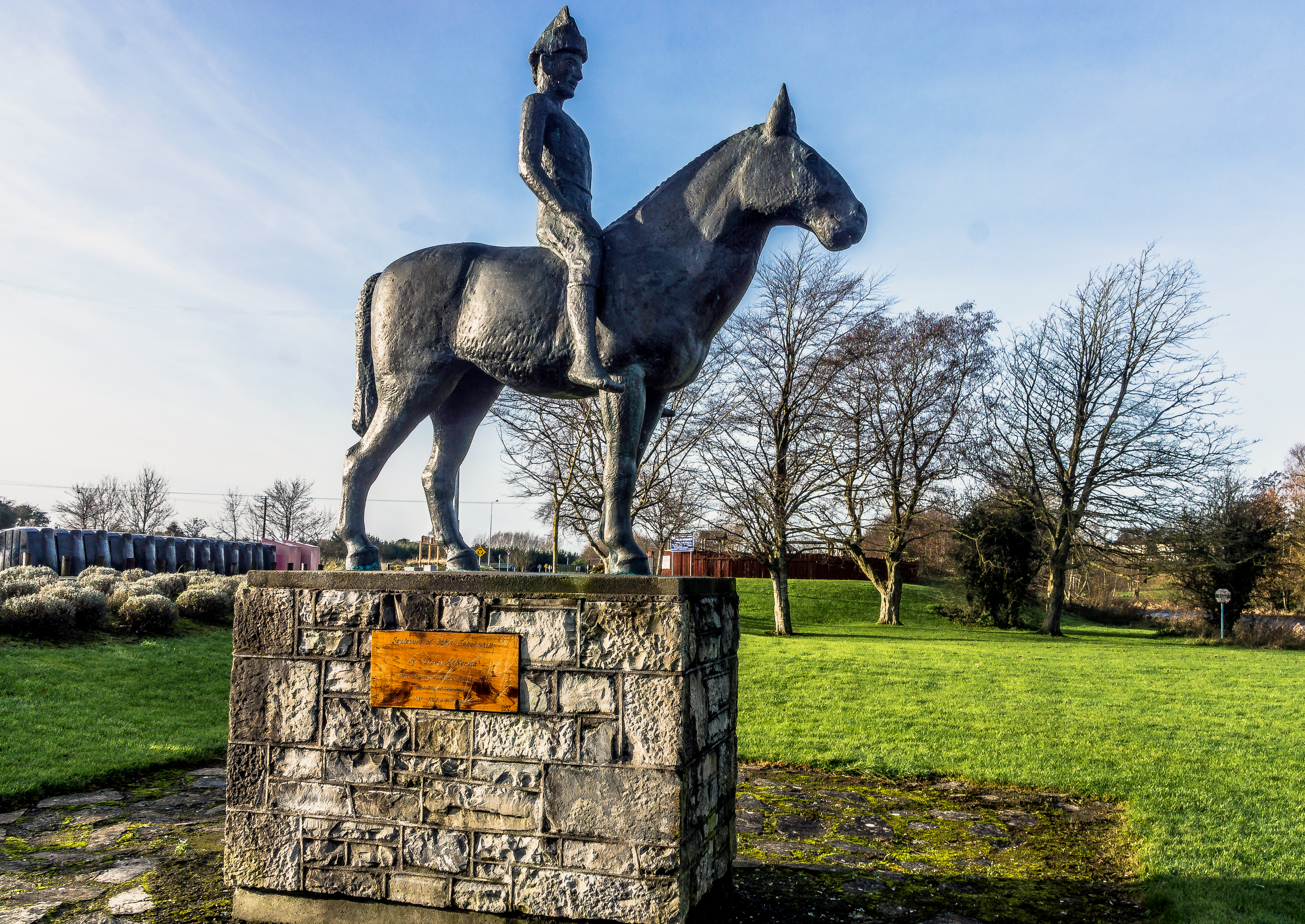
麥爾·舍赫奈爾·馬克·多姆奈爾雕像

麥爾·舍赫奈爾·馬克·多姆奈爾（Máel Sechnaill mac Domnaill，949年—1022年9月2日）是中世紀愛爾蘭的米德王國國王，980年至1002年、1014年至1022年為愛爾蘭至尊王。
麥爾·舍赫奈爾·馬克·多姆奈爾出身於伊內爾王朝的霍爾麥因氏族，980年成為米德國王以及愛爾蘭至尊王。1002年被芒斯特國王布萊恩·博魯奪取至尊王之位，1014年因布萊恩·博魯去世而復位，1022年去世。